# Aszalványmoly

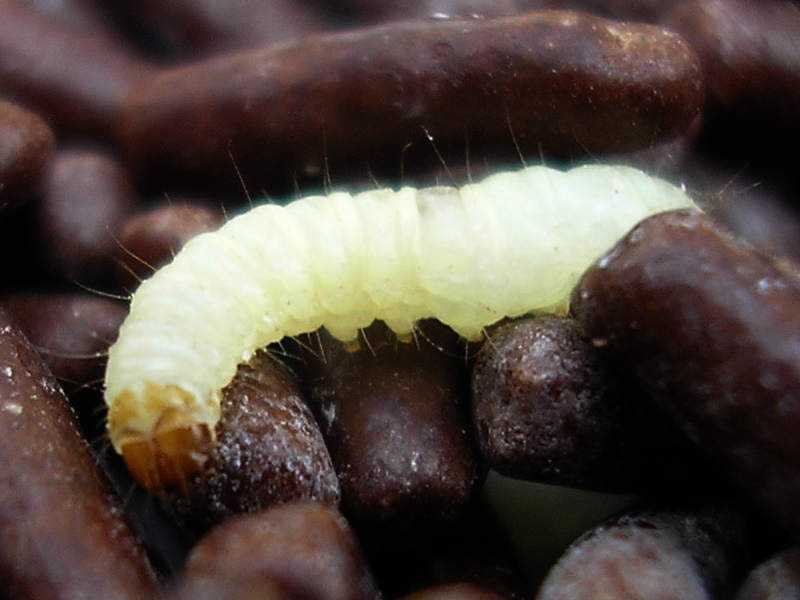
Aszalványmoly hernyója

Az aszalványmoly (Plodia interpunctella) a valódi lepkék közül a fényiloncafélék (Pyralidae) családjában a karcsúmolyok (Phycitinae) alcsaládjába tartozó, kártevő lepkefaj.

## Elterjedése, élőhelye
Az egész világon közönséges faj; hazánkban is a raktárakban és a háztartásokban károsító molylepkék egyik legáltalánosabb faja.

## Megjelenése
Az imágó testhossza 8–10 mm, szárnyának fesztávolsága 12–18 mm. Az első szárnyak belső fele kékes és ibolyásvörös harántsávokkal tarkított csontsárga, illetve szürkésfehér-koromszürke, a külső fele pedig csokoládébarna-vörösbarna. Hátsó szárnyai hamuszürkén csillognak; feje és tora rozsdavörös.
A hernyó fehér; a testén ritkásan elhelyezkedő szemölcsökből hosszú, magányos szőrszálak nőnek.

## Életmódja
A nőstény naponta 25–140 petét rak egyesével vagy kisebb csomókban a tápanyagra vagy annak közelébe; összesen mintegy 3–400-at. A lárva 4-5 nap múlva kel ki, és azonnal enni kezd. Táplálkozás közben az élelemből csomókat készít, és ezeket selyemfonállal szövi össze. A hernyó a kedvezőtlen körülményeket jól tűri; ha a szükség úgy hozza, a raktár zugaiban, a padló repedéseiben felhalmozott hulladékon is megél. Miután kifejlődött, alkalmas helyet keres (repedésekben, zsákok gyűrődéseiben), majd gubót sző és abban bebábozódik. A bábból 7–10 nap múlva kel ki a lepke. Hazánkban évente 2–5 nemzedéke fejlődik ki – fűtött raktárakban és lakásokban. A teljes fejlődési idő 20 °C-on 6–8 hét, 28–31 °C-on 36 nap. .
A lárvák és a bábok a raktárak védett részein telelnek át. Az imágó éjszaka és nappal egyaránt repül; a mesterséges fény vonzza.
Gabonafélékben, hüvelyesek terméseiben, olajos magvakban (mogyoró, dió), növényi őrleményekben (liszt, kukoricaliszt), szárított növényekben és gyümölcsökben (mazsola), dohányban, száraztésztában, csokoládéban és fűszerekben is megtalálhatjuk. Elhanyagolt, meleg raktárakban rendkívül gyorsan elszaporodik, különösen akkor, ha kedvező tápanyagot – elsősorban kukoricalisztet – talál. A háztartásokban, ahol igen gyakori kártevő, beveszi magát szinte mindenbe, amit a kamrában talál. Kártételét a hernyó sűrű, ürülékkel teli fonadékfátylairól könnyen felismerhetjük.